# Відділ обслуговування дітей та юнацтва Білгород-Дністровської публічної бібліотеки
Відділ обслуговування дітей та юнацтва Білгород-Дністровської публічної бібліотеки — бібліотека у місті Білгород-Дністровський.

## Історія
У 1983 році на підставі рішення Одеської обласної виконкому № 695 від 22.12.1983 р. в місті Білгороді-Дністровському по вулиці Героїв України, будинок 7, була відкрита бібліотека-філія № 3.
Перша завідувачка бібліотеки була Бондарева Віра Володимирівна. Формування книжкового фонду розпочалося 5 квітня 1984, коли нею була прийнята перша партія книг в кількості 168 екземплярів. І вже незабаром бібліотека відчинила свої двері для нових читачів.
У вересні 1991 року бібліотеці було присвоєно ім'я Валентина Петровича Катаєва. І це не випадково, адже значну частину своїх творів Катаєв присвятив дітям. Юні читачі добре знають і люблять його казки, повісті, оповідання. Народившись в Одесі, він в дитячі роки часто бував в Аккермані та Буджаку. Уже ставши визнаним майстром слова, Валентин Катаєв не раз оспівував безкрайню бессарабську степ, Дністровський лиман і Чорне море.
15 червня 2011 року дитяча бібліотека імені В. Катаєва була об'єднана з юнацькою бібліотекою імені Т. Шевченка. Зараз дитячо-юнацька бібліотека імені В. Катаєва обслуговує понад 3800 читачів. У структурі установи абонемент, читальні зали для дітей та юнацтва. Книжковий фонд налічує понад 50 тисяч книг.
У бібліотеці створено комфортне середовище, що відповідає віковим і психологічним особливостям і потребам читачів. Зали оформлені з високим естетичним смаком. Тут відчувається особлива духовна енергетика. У фоє бібліотеки відвідувачів зустрічають виставки з творчими роботами читачів «Добро, створене руками дітей».
Головне в бібліотеці — фонд літератури, і він укомплектована так, щоб читач будь-якого віку, статі, з будь-якими пристрастями, інтересами, характером і темпераментом міг знайти для себе в цьому фонді те, що необхідно йому, притому саме тоді, коли необхідна та чи інша книга, той чи інший матеріал. Це і енциклопедичні видання, науково-популярна література в допомогу шкільній програмі, кращі сучасні твори російської, української та зарубіжної літератури, дитячі детективи, «ужастики» і «страшилки», пригоди, фантастика, романи для дівчаток, казки і багато іншого. Всі бібліотекарі — професіонали своєї справи, вони завжди знали і знають, що і коли потрібно читачам. Читальні зали для відвідувачів різного віку бібліотеки не великі за площею. Але зустрічі та огляди, вечори і ранки, конкурси та акції, екскурсії та гучні читання тут проходять постійно вже багато років і будуть тривати.
Завдяки перемозі в Міжнародній програмі «Бібліоміст» в бібліотеку в 2012 році поступили три комп'ютери в комплекті з навушниками і веб — камерами, сканер. Зараз усі відвідувачі нашої бібліотеки, від малого до великого, можуть скористатися безкоштовним виходом в Інтернет.